# Ян Лосович
Ян Лосович (пом. між 6 лютого й 27 серпня 1481) — римо-католицький єпископ луцький і віленський.  

## Життєпис
Лосович народився у Вільні в міщанській родині, принаймні так зазначає його сучасник, хроніст Ян Длугош; пізніші ж геральдисти приписують лицарське походження й герб Сирокомля або Розмір.  
Ймовірно, навчався у Краківському університеті, був каноніком Віленським.
24 січня 1463 Лосович висвячений на єпископа Луцького РКЦ. Перемістив катедру єпископів Луцької єпархії до містечка Порхов (нині Янів Подляський).
Був членом Ради Великого князівства Литовського.
4 травня 1468 року висвячений на єпископа Віленського РКЦ.
Владика Лосович подбав про розширення мережі парафій, освятив багато нових церков. Займався господарською діяльністю.
Брав участь у зовнішній політиці держави, особливо у відносинах з Тевтонським орденом.